# Ingestre Hall

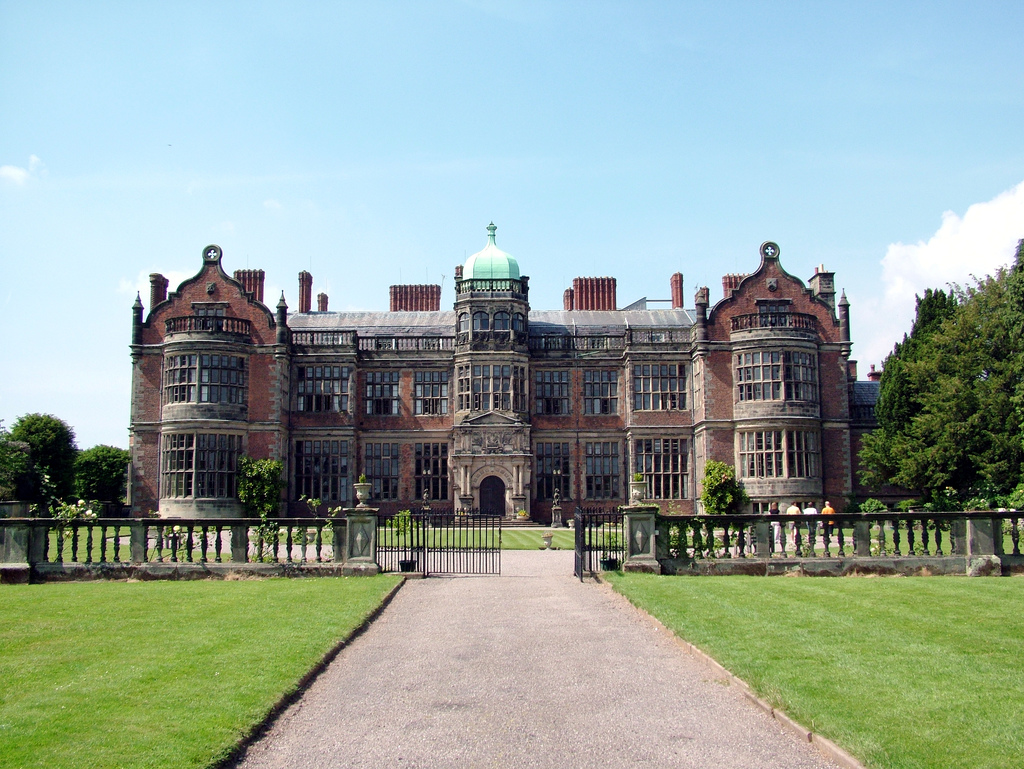
Fachada principal de Ingestre Hall.

Ingestre Hall é um palácio rural, do século XVII, em estilo Jacobino, situado em Ingestre, próximo de Stafford, no Staffordshire, Inglaterra. Actualmente, o edifício é usado como uma Residencial de Artes e Centro de Conferências. É um listed building classificado com o Grau II*.

## História

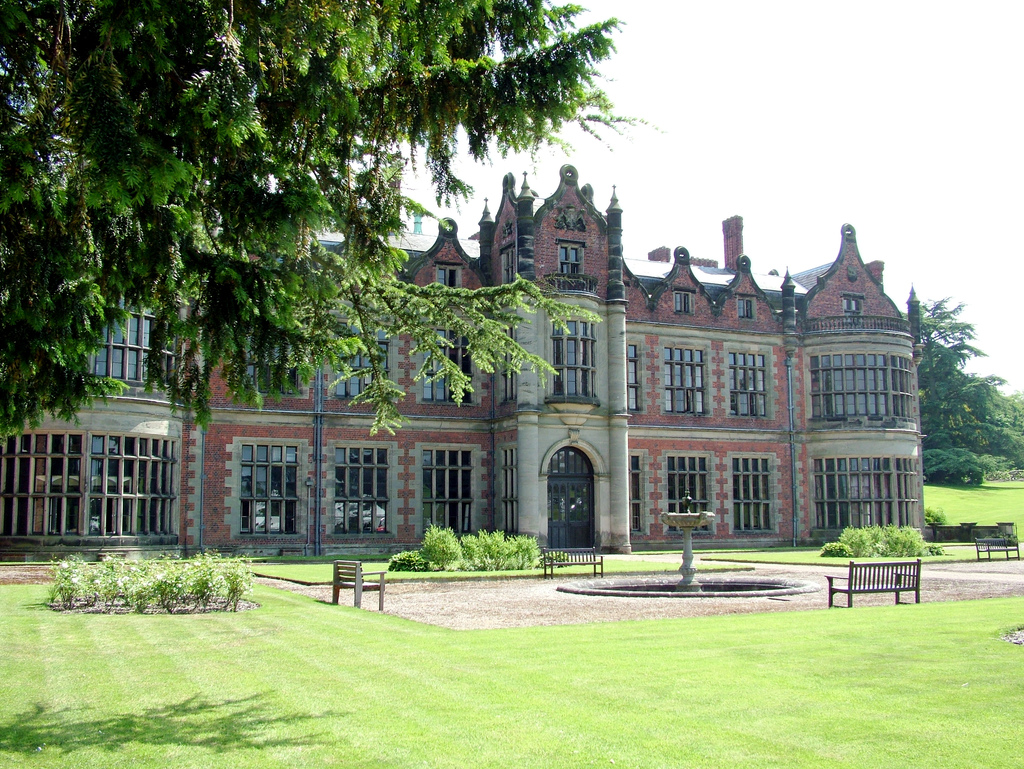
Fachada traseira de Ingestre Hall.

Ingestre já é mencionado no Domesday Book (1086). Em tempos antigos, o solar era pertença da família Mutton, mas foi adquirido pela família Chetwynd (cujos descendentes se tornaram, mais tarde, Barões Talbot) como resultado do casamento, no século XIII, da herdeira de Ingestre com Sir John Chetwynd.
O imponente palácio foi construído em tijolo vermelho, no sítio do solar anterior, em 1613, por Sir Walter Chetwynd (Alto Xerife de Staffordshire em 1607). Um outro Walter Chetwynd, seu neto, foi feito Visconde Chetwynd em 1717. A filha e herdeira do 2º Visconde Chetwynd casou com o Honorável John Talbot em 1748 e o filho de ambos, John Chetwynd-Talbot (que foi mais tarde 3º Barão Talbot e, a partir de 1784, Visconde Ingestre e Conde Talbot) hedrou a propriedade de Ingestre.
O edifício foi seriamente danificado por um incêndio, sendo amplamente reconstruído, no início do século XIX, pelo arquitecto John Nash para o 2º Conde Talbot. Em 1856, o 3º Conde Talbot e 3º Visconde Ingestre, Henry John Chetwynd-Talbot, sucedeu a um primo distante tornando-se no 18º Conde de Shrewsbury.
A propriedade de Ingestre, com os seus 4,5 km2 (1100 acres), foi dividida em 1960, quando vendida pelo 21º Conde Shrewsbury. O Conselho do Borough Metropolitano de Sandwell, comprou o Ingestre Hall juntamente com 110.000 m2 (27 acres) e, desde então, opera um Centro de Artes Residencial a partir do palácio.

## Centro de artes residencial
Desde há mais de 40 anos, Ingestre Hall tem sido usado para promover cursos intensivos residenciais de 5 dias, para alunos em idade escolar, em Drama, Dança, Música e Arte.